# Avenue de l'Hippodrome (Paris)
Pour les articles homonymes, voir Avenue de l'Hippodrome.
L'avenue de l'Hippodrome est une voie située dans le 16e arrondissement de Paris, en France.

## Situation et accès
Elle se trouve dans le bois de Boulogne.

## Origine du nom
La voie est ainsi nommée car elle permet de rejoindre, à l'ouest, l'hippodrome de Longchamp, qu'elle longe sur sa partie nord.

## Historique

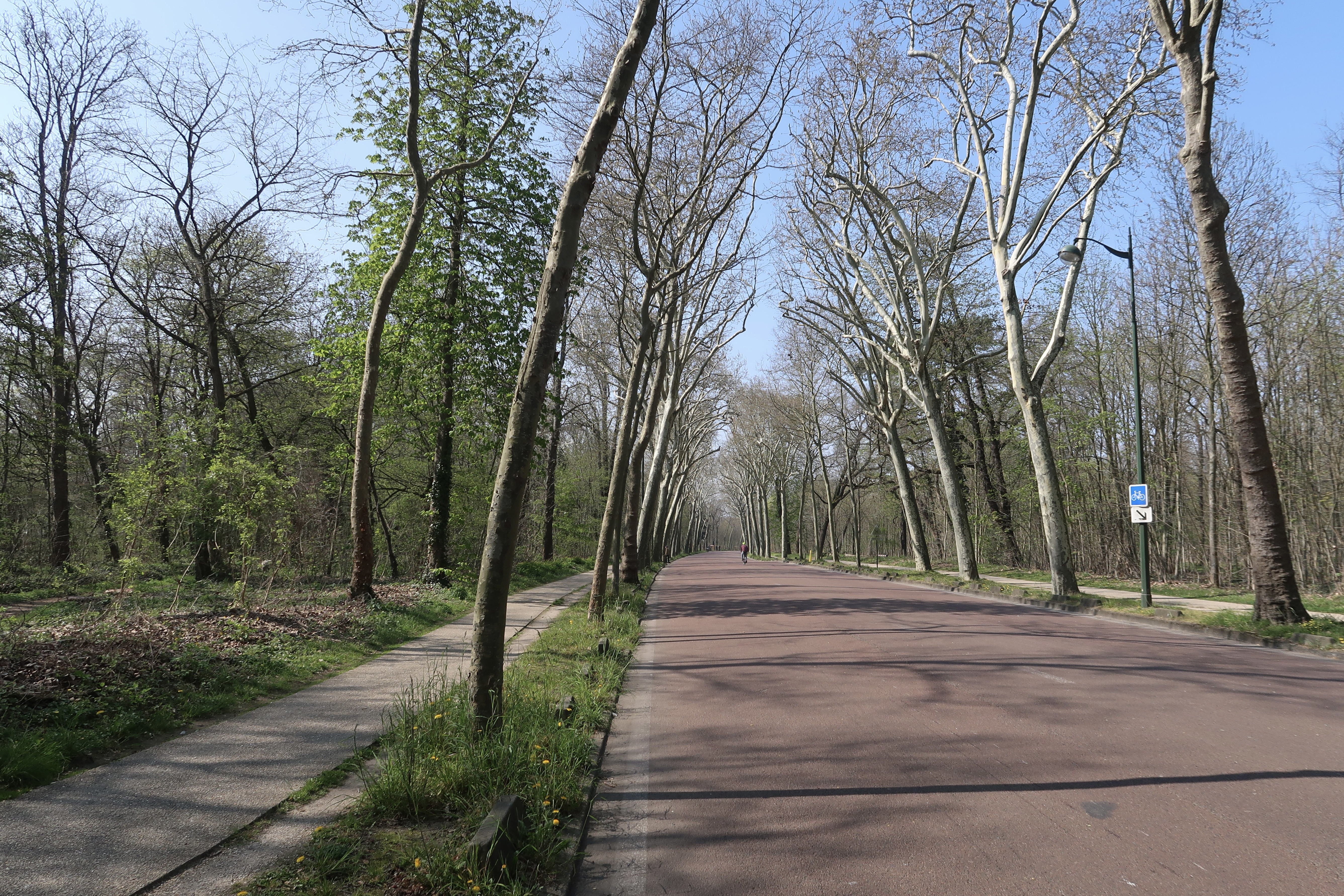